# 82 mm-BM-37

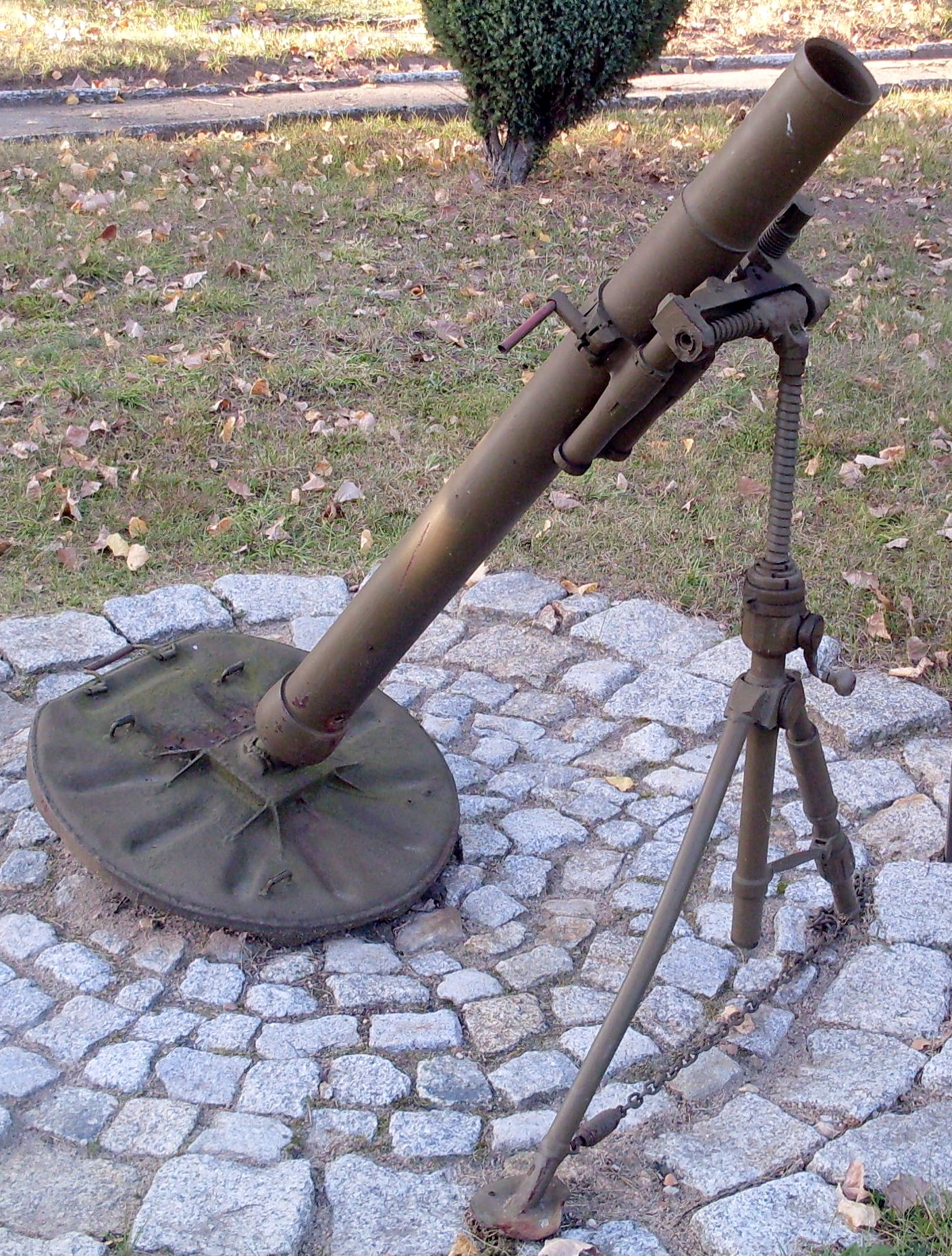
BM-37 de 82 mm

El 82-BM-37 (en ruso: батальонный миномёт, que significa "mortero de batallón") es un mortero ruso y soviético del calibre 82 mm diseñado por B.I. Szayrin y aceptado en servicio en 1937. El diseño se basa en el anterior mortero Brandt mle 27/31 con modificaciones rusas. La principal diferencia entre el 82-PM-37 y el anterior 82-PM-36 era la adopción de una placa base redonda, controles de elevación/traversa revisados, miras simplificadas y amortiguadores con resorte en el bípode para reducir la cantidad de retransmisión necesaria entre disparos. Fue diseñado para poder disparar munición capturada occidental de 81 mm sin permitir al enemigo la misma ventaja. La designación alemana para los morteros M-37 capturados era 8,2 cm GrW 274/2 (r).

## Variantes
- M-37M: Versión mejorada con una placa base más liviana y un dispositivo para evitar la doble carga.
- Tipo 53: Versión producida en China por Norinco.
- Modelo 69: Producido en Egipto por Helwan.
- M-82 Mod 1937: Producido en Bulgaria por Arsenal AD.